# Pedro Gondim (João Pessoa)

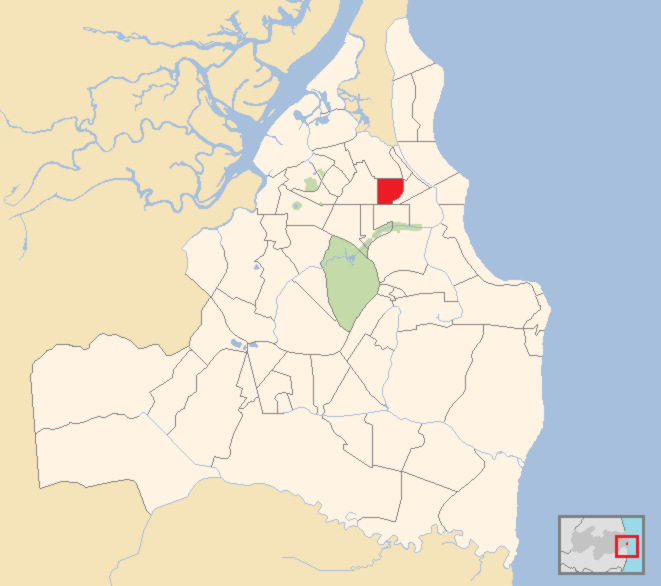
Localização do bairro Pedro Gondim no mapa de João Pessoa

Pedro Gondim é um bairro residencial da zona norte da cidade de João Pessoa, capital do estado brasileiro da Paraíba, situado na Zona Norte. Seu nome é uma homenagem a Pedro Moreno Gondim, ex-governador da Paraíba. Limita-se com o bairro dos João Pessoa a norte, Tambauzinho a sul, Brisamar e João Agripino a leste e o bairro dos Estados a oeste. Sua população no censo de 2022 era de 3 634 habitantes, com uma densidade demográfica de 4 733,745 hab./km². É neste bairro onde se localiza o Hospital Estadual de Emergência e Trauma Senador Humberto Lucena.